# San Francisco Bay Blues
«San Francisco Bay Blues» — песня, которая считается классикой стиля фолк и самой известной композицией Джесси Фуллера. Фуллер впервые записал эту песню в 1954 году, а в 1955 году она была выпущена лейблом World Song. Исполнение песни в исполнении «человека-оркестра» Фуллера с соло на казу было записано во время концерта 1962 года.
Topic Records выпустили оригинальную версию Джесси Фуллера на 10-дюймовой виниловой пластинке под названием Working on the Railroad в 1959 году и включили ее в качестве шестого трека в первый компакт-диск бокс-сета Three Score and Ten, посвященного 70-летию Topic Records.
В 1960-х годах в Америке во время бума фолк-музыки и музыки, вдохновлённой фолком, эту песню записали более дюжины солистов и фолк-групп, включая Ramblin' Jack Elliott, The Weavers, The Rooftop Singers, Тома Раша, Ричи Хэвенса и Питера Пола и Мэри. Среди самых известных рок-музыкантов блюз включали в свои альбомы Пол Маккартни и Эрик Клэптон. По данным онлайн-базы данных Second Hand Songs, с момента первой записи песни Фуллера было сделано не менее 88 записей адаптаций этой песни на английском и других языках, включая аранжировки джазовых коллективов, а также фолк-поп-групп.